# Gura Ialomiței
Gura Ialomiței is een Roemeense gemeente in het district Ialomița.
Gura Ialomiței telt 2875 inwoners.